# East Timor Trading
Die East Timor Trading Ltd. (ETT) ist ein Unternehmen in Osttimor. Es hat seinen Sitz in Dilis Stadtteil Comoro. Der australische Inhaber Sakib Awan, der bereits 1992 von Darwin aus operierte, ist seit 2002 im südostasiatischen Land aktiv. Osttimor erlangte in dem Jahr seine Unabhängigkeit. Führende Positionen in der Firma haben auch Awans Tochter Zeenat Awan Aluwihare und Schwiegersohn Sam Aluwihare.
Die Firmengruppe hat sich vor allem auf den Verkauf von „fast moving consumer goods“ spezialisiert, wofür es nach eigenen Angaben von etwa 30 Konzernen Lizenzen für Franchising erworben hat.
Zu der Firma gehören die Duty-free-Läden am Flughafen Dili. Außerdem betreibt es das Discovery Inn mit 31 Zimmern und dem Diya Restaurant und das Discovery Hotel. Mit mindestens vier Burger-King-Filialen in Dili betreibt ETT auch die bisher einzige internationale Schnellimbisskette im Land. Im September 2015 wurde mit dem vierten Burger King der erste Drive-in-Laden in Osttimor eröffnet. Weitere Läden der ETT-Gruppe sind Cheers Bottle & Smoke Shop, Café Chino, IL Gelato Ice Creamery, Gloria Jeans Coffees (eine australische Cafékette) und Beard Papa, eine japanische Ladenkette für Windbeutel. Mehrere Läden befinden sich in Osttimors erstem Einkaufszentrum, dem Timor Plaza.
ETT ist ein Sponsor des Dili-Marathons.
Sakib Awan erhielt für seine Verdienste 2012 den Ordem de Timor-Leste.